# Óscar Bruzón
Oscar Bruzón Barreras (Vigo, España; nacido el 29 de mayo de 1977), más conocido como Bruzón, es un exfutbolista y actual entrenador con gran experiencia tras dirigir proyectos en Europa y Asia, además de dirigir más de 100 partidos oficiales como entrenador en Primeras Ligas Profesionales y en competiciones internacionales como la AFC Cup. Actualmente dirige al East Bengal Football Club de la Superliga de India.

## Formación
Bruzón es poseedor de las titulaciones UEFA Pro License, MBA por ICADE y Licenciatura en Administración y Dirección de Empresas por Universidad de Vigo.

## Trayectoria como jugador
Bruzón es un jugador formado en el CD Areosa antes de unirse al Gran Peña FC de la Tercera División. En 1998, firmó por el Celta de Vigo para formar parte de su filial en Tercera División. 
En verano de 1999, tras jugar con el primer equipo algún partido amistoso, Bruzón fue cedido al Universidad de Las Palmas CF de Segunda División B, con el que lograría el ascenso a Segunda División de España al término de la temporada 1999-2000. Tras continuar cedido durante otra temporada en el club canario, Óscar hizo su debut en Segunda División de España el 3 de septiembre de 2000, en un empate a cero como visitante contra el Sporting de Gijón, pero las lesiones limitaron sus participaciones durante la temporada 2000-2001 a solo dos partidos.
El 6 de julio de 2001, Bruzón firmó un contrato por dos temporadas con el Pontevedra CF en Tercera División. Finalmente, lastrado por las lesiones se retiró en 2003.

## Trayectoria como entrenador
Tras retirarse del fútbol por una lesión Bruzon se convirtió en el primer Entrenador del Areosa CF Sub-16 en las temporadas 2007 a 2009. En 2009 el Celta de Vigo, club en el que se formó y desarrolló su carrera como jugador anunciaba su fichaje para dirigir el equipo sub-14 y posteriormente el Sub-16.
El 3 de diciembre de 2012 Bruzon es nombrado Primer Entrenador en el Sporting Clube de Goa en la Indian I-League.
Tras un ciclo exitoso de tres años en la I-League, Bruzon es contratado como Assistant Coach en la Indian Super League por el club Mumbai City FC donde dirige al equipo en tándem con Nicolas Anelka.
Óscar se convirtió en el primer entrenador español que ha dirigido Clubes en India en sus dos ligas más prestigiosas la I-League y la Indian Superleague (ISL).
El 13 de octubre de 2016, es nombrado segundo entrenador del RCD Mallorca, formando parte del cuerpo técnico de Fernando Vázquez.
En junio de 2017 se compromete con el New Radiant de la Liga Premier de Maldivas, con el que logró alzar tres trofeos en un año (Liga, Copa y Copa del Presidente) en Maldivas y realizar una digna participación en la AFC Cup, segunda competición de clubes más importante de Asia en cuya fase de grupos logró 12 puntos de 18 posibles.
En agosto de 2018, firma con el Bashundhara Kings de la Liga Premier de Bangladés, un club creado en 2013 que había subido durante la temporada anterior a Primera división y con el que conseguiría ganar el título de la Liga Premier de Bangladés en agosto de 2019 al vencer en la final al Abahani Limited.
El entrenador vigués también conquistó la Copa de la Independencia en 2019 y la Copa de la Federación en 2020.
En enero de 2021, logra revalidar el título de la Copa de la Federación bangladesí tras derrotar 1-0 al Saif Sporting Club. El argentino Raúl Becerra marcó el único tanto de un encuentro que puso fin al primer torneo local posterior al grueso de la pandemia por Covid-19.
El 22 de septiembre de 2021, es nombrado seleccionador de la Selección de fútbol de Bangladés, cargo que compagina con dirigir al Bashundhara Kings y en el que estaría durante apenas un mes.

## Clubes

### Como entrenador
| Club                             | País      | Año             |
| -------------------------------- | --------- | --------------- |
| Sporting Clube de Goa            | India     | 2012-2015       |
| Mumbai City FC (Asistente)       | India     | 2015-2016       |
| RCD Mallorca (Asistente)         | España    | 2016-2017       |
| Mumbai FC                        | India     | 2017            |
| New Radiant                      | Maldivas  | 2017-2018       |
| Bashundhara Kings                | Bangladés | 2018-Actualidad |
| Selección de fútbol de Bangladés | Bangladés | 2021            |

## Récords como entrenador
(Datos actualizados a febrero de 2018)
| Ganados | Empates | Perdidos | TOTAL |
| ------- | ------- | -------- | ----- |
| 55      | 26      | 22       | 103   |